# Gilbert Bellone
Gilbert Bellone (Grasse, 27 de dezembro de 1942). Foi um ciclista francês, profissional entre 1961 e 1973, cujos maiores sucessos desportivos conseguiu-os na Volta a Espanha e no Tour de France, provas nas que obteve sendas vitórias de etapa.

## Palmarés
| 1966 - 1 etapa no Critérium Internacional 1967 - 1 etapa na Volta a Espanha 1968 - 1 etapa no Tour de France | 1969 - Critérium Internacional - Grande Prêmio de Cannes 1972 - 1 etapa no Tour de Luxemburgo - Grande Prêmio de Frankfurt |

## Resultados em Grandes Voltas e Campeonato do Mundo
| Corrida         | 1965      | 1966 | 1967 | 1968 | 1969 | 1970      | 1971      | 1972 | 1973     |
| --------------- | --------- | ---- | ---- | ---- | ---- | --------- | --------- | ---- | -------- |
| Giro de Itália  | -         | -    | -    | -    | -    | -         | -         | -    | -        |
| Tour de France  | Ab. (15ª) | 78º  | -    | 40º  | ̈-    | Ab. (23ª) | Ab. (10ª) | 34º  | Ab. (8ª) |
| Volta a Espanha | -         | -    | 42º  | -    | 7º   | -         | -         | -    | -        |